# Orejuela izquierda
La orejuela izquierda es una estructura del atrio izquierdo que es una dilatación alrededor de las cuatro venas pulmonares (la vena superior derecha y superior izquierda y la vena inferior derecha e inferior izquierda).
Su función es evitar el estancamiento de la sangre en las aurículas correspondientes ya que están descritas internamente como fondos de saco formados por músculos pectíneos cardíacos de segundo y tercer orden.

## Descripción
La orejuela izquierda es un remanente embriológico cuya principal función es el control de la volemia. Está muy próxima a la arteria circunfleja izquierda y limita a nivel superior con la vena pulmonar superior izquierda y a nivel inferior con la válvula mitral. Su morfología es extraordinariamente heterogénea de una persona a otra, y es habitual que haya más de un lóbulo. Existen diferentes formas de la orejuela izquierda, pudiendo ser alargada, estrecha, tubular o en forma de gancho. El ostium de la orejuela izquierda generalmente es elíptico, con un diámetro de 10 a 40 mm y una profundidad de 16 a 51 mm. El diámetro del ostium muestra cambios durante las diferentes fases del ciclo cardíaco en ritmo sinusal y esto no ocurre en caso de una fibrilación auricular. En más de dos tercios la orejuela izquierda está compuesta por 2 o más lóbulos en diferentes planos. Estos lóbulos se orientan hacia la ranura auriculoventricular y la superficie basal del ventrículo izquierdo.
Este remanente embrionario en circunstancias de sobrecarga de volumen funciona como un reservorio, favoreciendo la ectasia circulatoria y, por ende, la formación de trombos en su interior. En ritmo sinusal, la orejuela izquierda es una estructura contráctil que vacía todo su contenido en cada latido.En la fibrilación auricular, la orejuela izquierda pierde su capacidad contráctil y va dilatándose, lo que origina un enlentecimiento de la sangre, con el consecuente aumento del riesgo de trombosis. En estudios anatomopatológicos en pacientes con fibrilación auricular de origen no valvular, se ha observado que el 91% de los trombos localizados en la aurícula izquierda se encuentran dentro de la orejuela izquierda.